# باشگاه پرواز کرنال
باشگاه پرواز کرنال (به انگلیسی: Karnal Flying Club) (به زبان بومی: Karnal Airport) یک فرودگاه خصوصی و همگانی است که یک باند فرود آسفالت دارد و طول باند آن ۹۱۷ متر است. این فرودگاه در شهر کرنال کشور هند قرار دارد و در ارتفاع ۲۵۳٫۵۱ متری از سطح دریا واقع شده است.